# Bombus ignitus
Bombus ignitus (saknar svenskt namn) är en insekt i överfamiljen bin (Apoidea) och släktet humlor (Bombus) som lever i Östasien.

## Beskrivning
Bombus ignitus är en förhållandevis stor humla med ljusbruna vingar och medellång tunga. Drottningen blir omkring 19 mm lång, arbetarna 15 till 17 mm och hanarna (drönarna) omkring 17 mm. Skillnaden mellan honor (drottningar och arbetare) och hanar är tydlig. Medan honorna har hela kroppen svart utom de tre sista tergiterna, som är orangeröda, så har hanen varmt gul päls på mellankroppen med ett mörkare band mellan vingfästena, likaledes varmgul päls på de två främsta tergiterna, den tredje tergiten svart och resten av bakkroppen orangeröd.

## Ekologi
Arten finns på relativt låg höjd (750 till 2 000 m) vid foten av större berg, men den är inte vanlig. Flygtiden är kort, varar från slutet av april till hela juni. Den genomsnittliga höjden anges till 1 425 m. Arten används kommersiellt i Kina och Japan som pollinerare.

## Utbredning
Bombus ignitus finns i östra och södra Kina (provinserna Heilongjiang, Jilin, Liaoning, Hebei, Shandong, Shanxi, Shaanxi, Gansu, Sichuan, Hubei, Anhui, Jiangsu, Zhejiang, Jiangxi, Guangdong, Guizhou och Yunnan), samt i Japan och Korea. Något enstaka fynd har även gjorts i Sibirien.